# جيمس أ. أوين
جيمس أ. أوين (بالإنجليزية: James A. Owen)‏ (1969)؛ كاتب للأطفال، رسام توضيحي، كاتب وروائي أمريكي.